# ア・ヴィレッタ

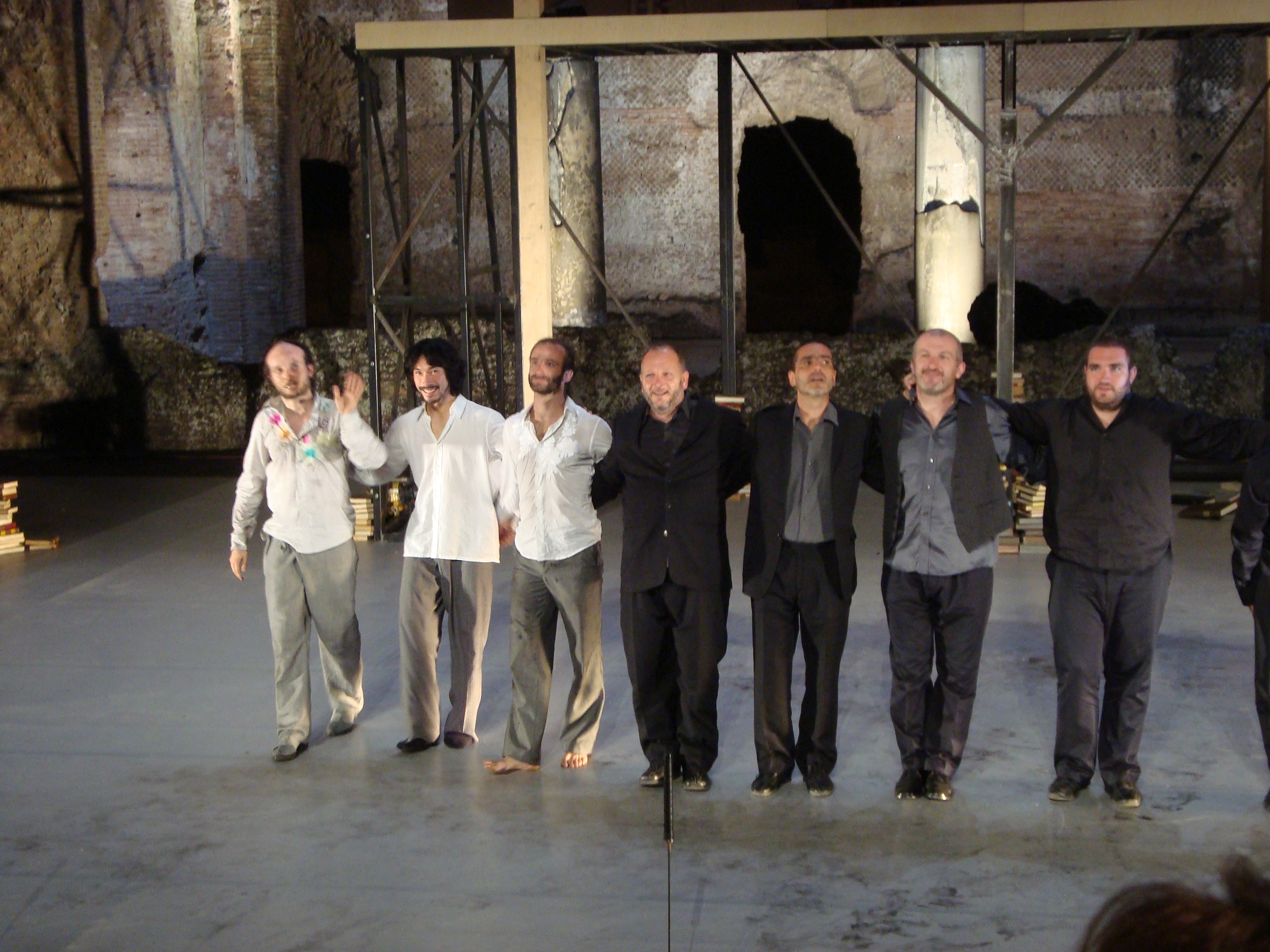
ア・ヴィレッタの公演

ア・ヴィレッタ（A Filetta）は、フランス・コルシカ島の男声コーラス・グループ。コルシカ語でシダの一種を意味する。
ア・フィレッタとも呼ばれるが、これはフランス語など島外での発音で、島内では「ア・ヴィレッタ」と呼ばれる。
コルシカ島の民族音楽である多声合唱（ポリフォニー）の代表格。

## 概要
グループは1978年に結成。当初はメンバーの出身地であるコルシカ島北西部バラーニュ地方のカルヴィやルミオを拠点に活動していた。
結成以来楽器を一切使用せず、声だけで歌うのが特徴。
2010年現在のヴォーカルメンバーは次の通り。
- ジャン=クロード・アクアヴィヴァ　Jean-Claude Acquaviva (seconda)
- ジャン=リュック・ジェロニミ　Jean-Luc Geronimi (seconda)
- ポール・ジアンシリ　Paul Giansily (terza)
- チェチェ・アクアヴィヴァ　Cecce Acquaviva (bassu)
- ジョゼ・フィリッピ　Jose Filippi (bassu)
- ジャン・シクラニ　Jean Sicurani (bassu)
- マクシム・ヴイラミエ　Maxime Vuillamier (bassu)

コルシカ島の歴史や神話をモチーフとした、聖歌や賛美歌、宗教的な歌が中心である。近年フランス本土や外国にも活動の場を広げているが、活動の拠点は現在もなおカルヴィを中心とする島の北西部であり、若手の育成やその他の芸術活動に対する支援も積極的に行っている。1998年から2002年にかけては、フランス映画音楽の第一人者ブリュノ・クーレの『ドン・ジュアン』『キャラバン』『Wataridori｜渡り鳥』ほか10作品に参加。2004年と2007年には、国際的に著名な舞踏振付家シディ・ラルビ・シェルカウイによる『イン・メモリアム』『アポクリフ』で共演した。毎年9月中旬にカルヴィにて開催される国際ポリフォニー・フェスティバル（Les rencontres internationales de chants polyphoniques Calvi）を主催し、多声音楽グループの国際交流にも盛んに取り組む。2010年8月に初来日、東京・名古屋・兵庫・新潟で単独公演を行い、9月にはダンス「アポクリフ」にも出演した。2011年にはトランペット奏者のパオロ・フレスとの共作をECMよりリリースしている。

## アルバム
- Machja n'avemu un altra (1981)
- O'Vita (1982)
- Cun tè (1984)
- Sonnii Zitillini / In l'abbriu di e stagioni (1987)
- A' u visu di tanti (1989)
- Ab eternu(1992)
- Una tarra ci hè (1994)
- Passione (1997)
- Intantu (2002)
- Si di mè (2003)
- Medea (2006)
- Bracanà (2008)
- Mistico Mediterraneo with Paolo Fresu (2011, ECM)

## その他の作品
- 2009年 : Trent'anni pocu, Trent'anni assai　（グループ結成30周年を記念したDVD）

## 受賞
- 1993年 : ディアパゾン・ドール賞／ワールドミュージック・ショック賞（アルバム AB eternu に対して）
- 1995年 : シャルル・クロー・アカデミー賞グランプリ／ワールドミュージック・ショック賞（アルバム Un tarra ci hè に対して）
- 1997年 : ディアパゾン・ドール賞／ワールドミュージック・ショック賞（アルバム Passione に対して）
- 2008年 : シャルル・クロー・アカデミー賞グランプリ（ワールドミュージック部門。アルバムBracanàに対して）